# Castiadas
Castiadas es un municipio de Italia situado en la provincia de Cerdeña del Sur. Tiene una población estimada, a fines de mayo de 2023, de 1706 habitantes.

## Evolución demográfica
| Gráfica de evolución demográfica de Castiadas entre 1861 y 2023 |
|                                                                 |
| Fuente: ISTAT - Elaboración gráfica de Wikipedia                |